# Gran Hotel de Cartagena
El Gran Hotel de Cartagena és una construcció modernista de l'arquitecte Víctor Beltrí, una de les més notables d'aquest estil a la Regió de Múrcia, acabada en 1917 i considerada com a Bé d'Interès Cultural (BIC).

## Història

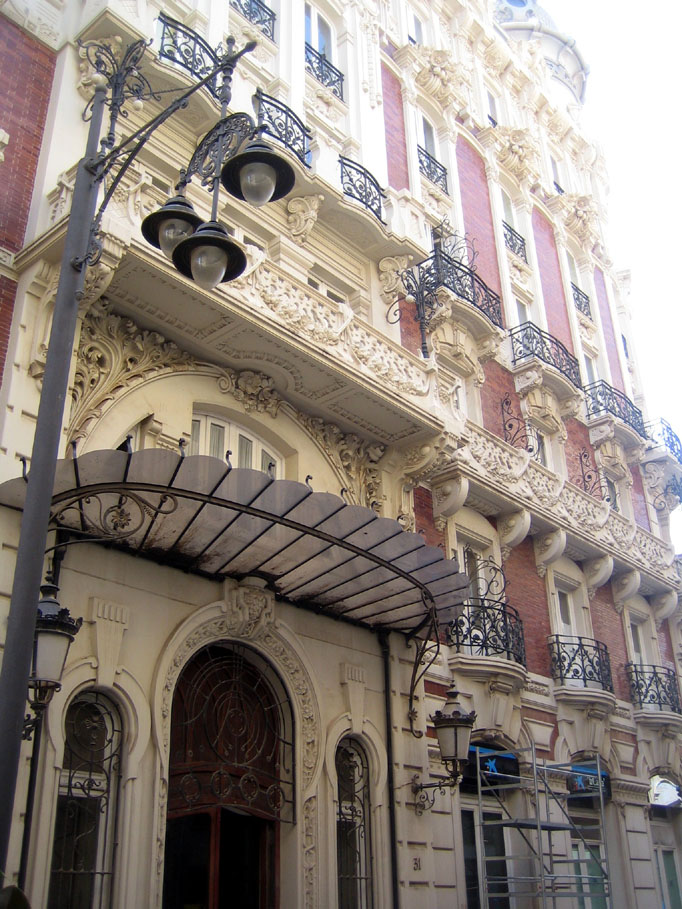
Vistes del Gran Hotel de Cartagena.

Va ser començat en 1907 i es va concloure en 1917. L'obra va ser començada per Tomás Rico i, a la seva mort, va ser assumida per Víctor Beltrí en 1912. Durant la Guerra Civil de 1936-1939 i fins a la victòria franquista, va ser expropiat i convertit a la seu de les Joventuts Socialistes Unificades i la Caserna General de Milícies.

De l'obra original només es conserva la façana, ja que l'interior va ser demolit per realitzar un edifici d'oficines.

Consta de sis plantes. L'exterior està realitzat en maó i pedra artificial. Els seus motius decoratius prenen inspiració del modernisme francès i vienès. Destaca la seva cúpula de zinc amb la qual es corona la cantonada de l'última planta.